# Institut de formation des chambres d’agriculture de Guyancourt
L'Institut de formation des chambres d’agriculture (IFCA) de Guyancourt dans les Yvelines est un établissement de formation permanente.
le site est fermé maintenant

## Les Chambres d'agriculture
Les Chambres d'agriculture sont des établissements publics dirigés par des élus représentant l'ensemble des acteurs du monde agricole et rural.
Elles regroupent 3 000 000 de personnes et 50 000 groupements professionnels. Les Chambres d'agriculture sont organisées en Chambres régionales et départementales. Elles possèdent une école d'ingénieur l'ESITPA située à Rouen et un institut de formation permanente l'IFCA situé à Guyancourt.

## Les structures de l'IFCA

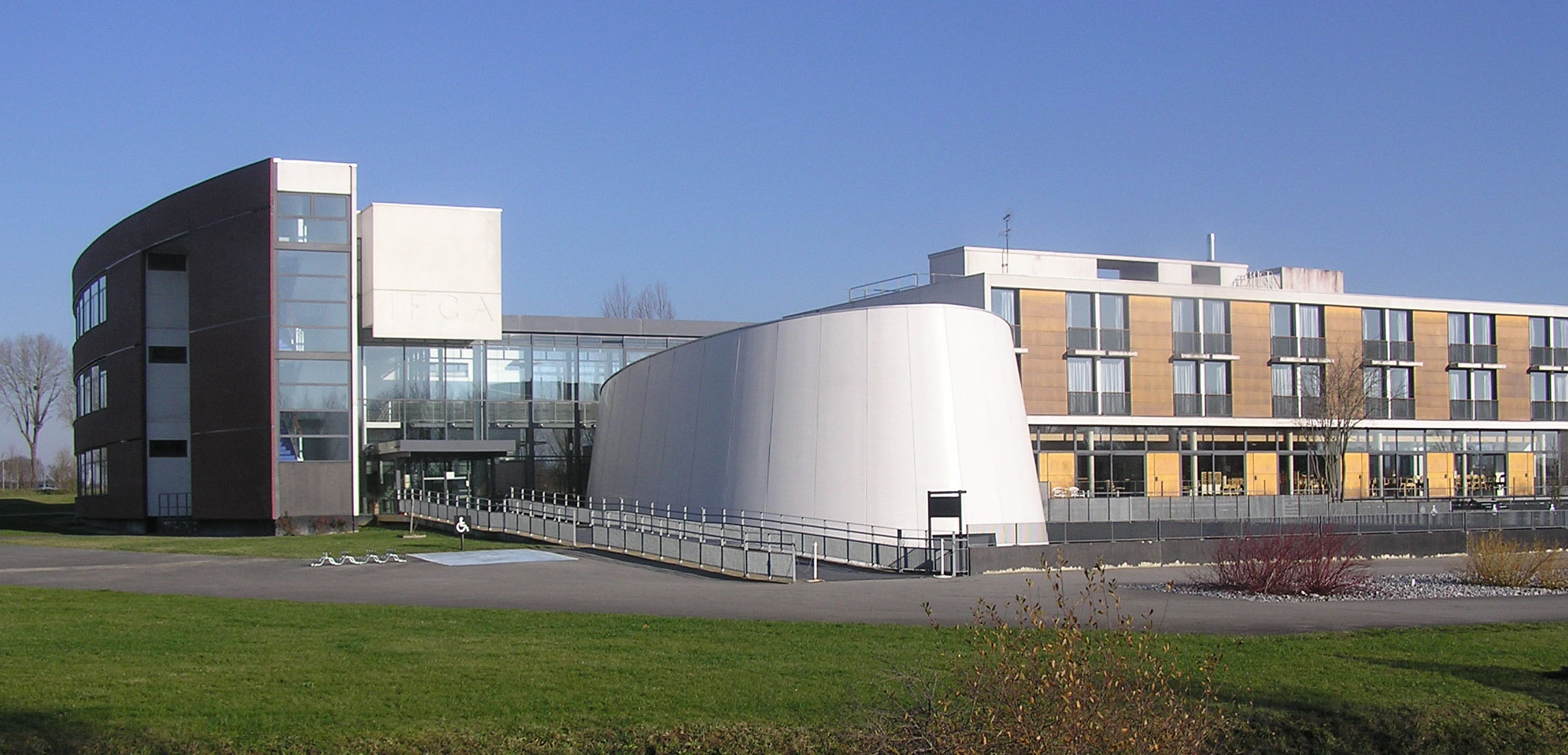

L'IFCA a été réalisée en 1999 par les architectes Daniel Kahane, J.-C. Brehier et A. Rouvray. Pour clore le terrain où est implanté l'institut, il a été utilisé la technique du saut-de-loup ou ha-ha. En effet la clôture a été installée dans un fossé, ce qui permet de fermer le terrain mais sans empêcher la vue sur les façades des bâtiments. Celles-ci sont constituées de trois volumes : un cône tronqué en béton blanc avec une aile courbe de briques rouges et menuiseries noires et une autre aile où les coloris bois naturel et blanc dominent.
Le bâtiment présente un amphithéâtre de 250 places, 12 salles de cours et 2 laboratoires informatiques. Un accueil hôtelier avec 56 chambres et un espace restauration permettent d'accueillir des stagiaires sur une longue durée.

## Les formations
Plusieurs axes de formations sont proposés, ceux-ci évoluant en fonction des besoins et des demandes:
- Relation de conseil / Formation / Communication / Information
- Approche globale de l'exploitation et de son environnement
- Émergence et conduite de projet / Développement agricole et rural
Le salarié est suivi par un référent proposé par l'IFCA, son objectif est de faciliter l'application des acquis de la formation dans l'exercice concret des activités du salarié.
- L’IFCA organise chaque année, une dizaine de formations spécifiques à l’agriculture biologique pour des groupes de 10 à 15 stagiaires.

## Anecdote

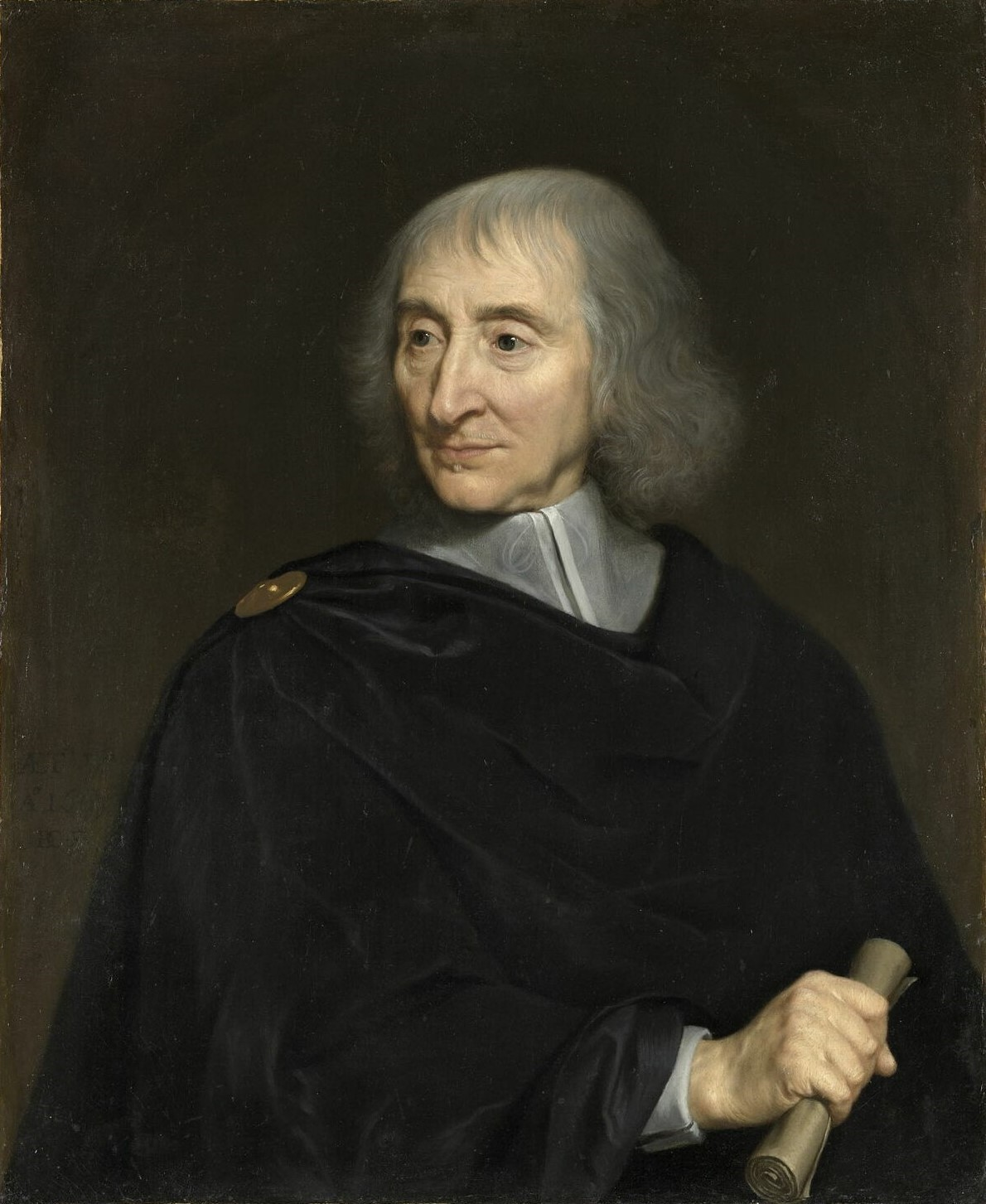
Robert Arnauld d’Andilly, peint par Philippe de Champaigne

La dénomination de la rue Robert Arnauld d'Andilly, où est implanté l'IFCA, n'est pas le fruit du hasard car il est à la fois membre de la famille Arnauld liée à Port-Royal et un célèbre jardinier.
En effet Robert Arnauld d’Andilly (1589-1674), est un écrivain et traducteur français, frère d'Angélique Arnauld, abbesse et réformatrice de Port-Royal des Champs, et figure majeure du jansénisme. Outre cette référence à Port Royal dont un des sites est situé sur la commune voisine de Magny-les-Hameaux. Or en 1623, Robert Arnauld d’Andilly obtint la charge enviée d’intendant général de la maison de Gaston d’Orléans, frère du roi et grand conspirateur ; mais trois ans plus tard, Robert fit les frais d’un des nombreux et infructueux complots imaginés par ce prince turbulent : Gaston, le tenant pour un traître, voulut l’éloigner, et Richelieu accéda à sa demande. Pendant sa défaveur, l’aîné des Arnauld se retira dans ses terres d’Andilly et de Pomponne, où il s’adonna à l’écriture de Recueils d’état et surtout à l’arboriculture et au jardinage. Il passa maître dans cet art : les espaliers et contre-espaliers de ses vergers devaient lui valoir l’admiration de La Quintinie, jardinier de Louis XIV.